# Region Sønderjylland-Schleswig

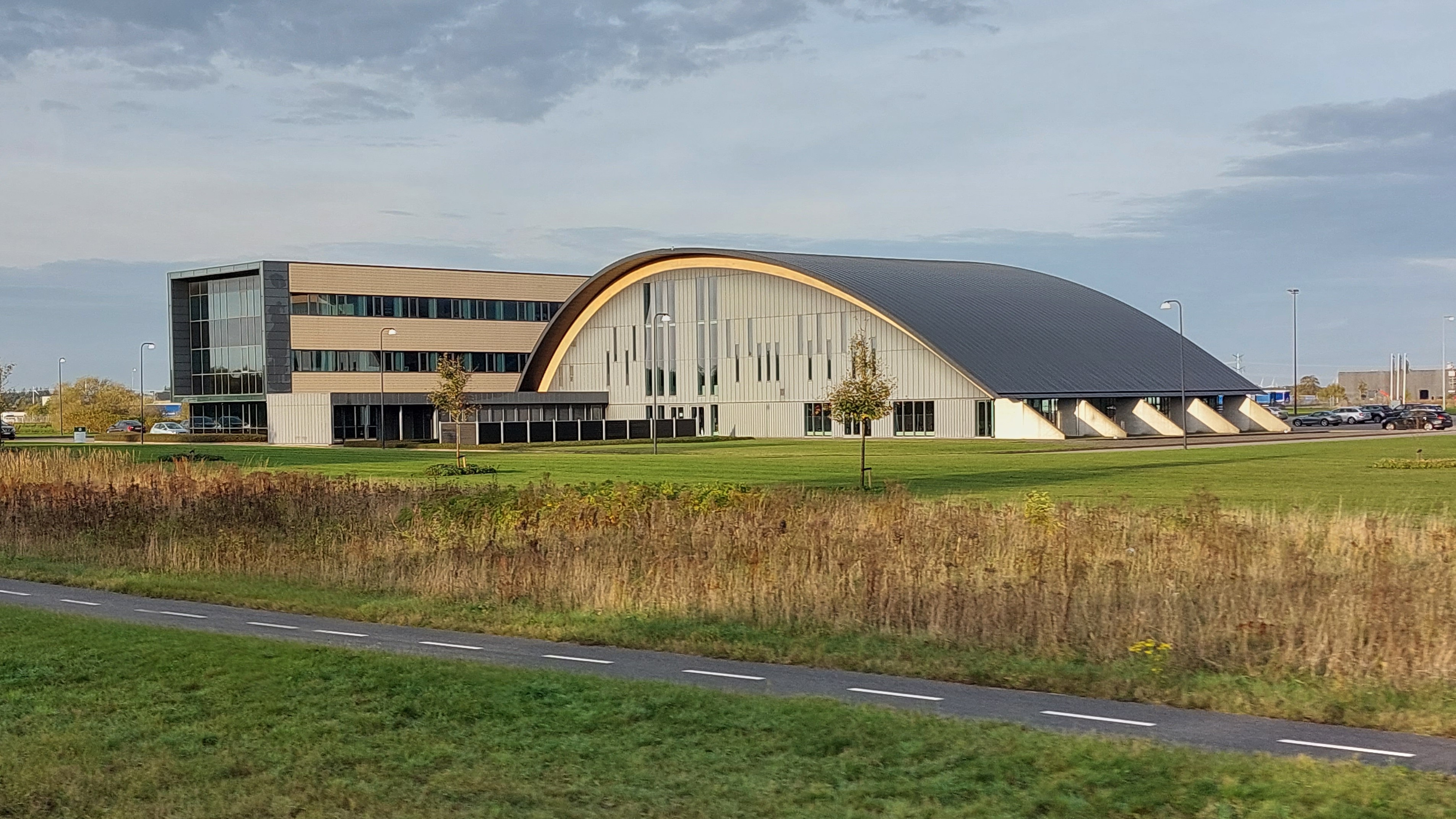
Sitz der Verwaltung in Padborg

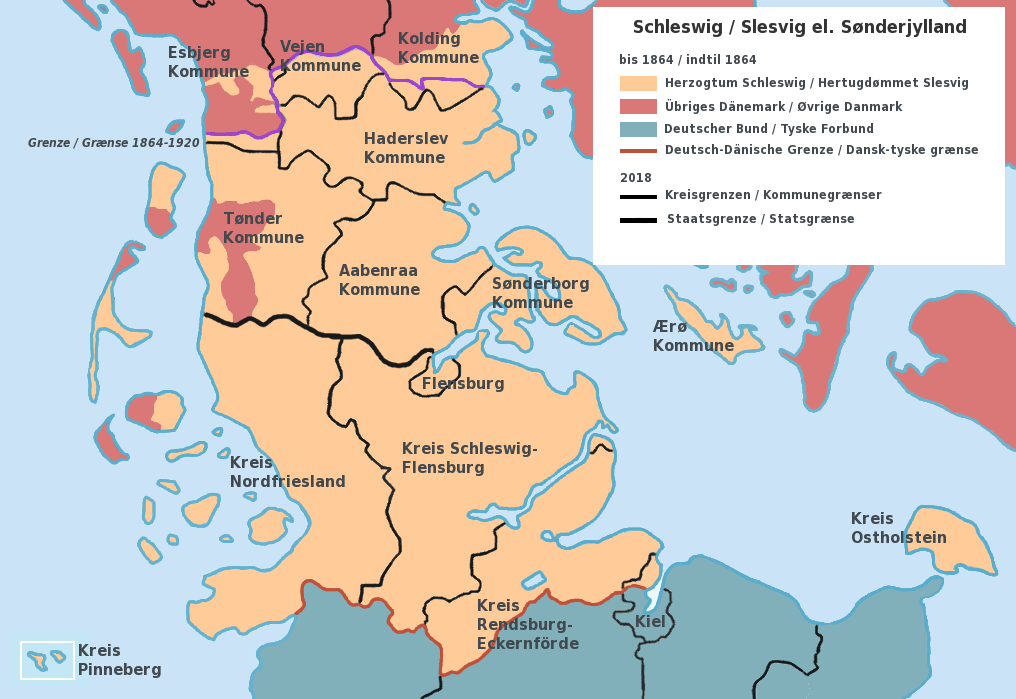
Das frühere Herzogtum Schleswig (bzw. Sønderjylland) und die heutigen Staats- und Verwaltungsgrenzen. Die Region Sønderjylland-Schleswig deckt einen Großteil des früheren Herzogtums ab, mit Ausnahme des südöstlichen Teils um Eckernförde.

Die Region Sønderjylland-Schleswig bezeichnet die institutionelle grenzüberschreitende Zusammenarbeit innerhalb des deutsch-dänischen Grenzgebietes. Die Zusammenarbeit umfasst auf dänischer Seite die vier Großgemeinden (Kommunen) Tønder Kommune, Aabenraa Kommune, Haderslev Kommune und Sønderborg Kommune sowie die Region Syddanmark und auf deutscher Seite den Kreis Schleswig-Flensburg, den Kreis Nordfriesland und die Stadt Flensburg.
Gegründet wurde die Region Sønderjylland-Schleswig am 16. September 1997 in der dänischen Stadt Aabenraa (Apenrade). Sie ist eine sogenannte Europaregion, das heißt eine formalisierte Zusammenarbeit zwischen zwei oder mehr grenznahen Gebietskörperschaften. Als gemeinsames Sekretariat und Informationsbüro der Region Sønderjylland-Schleswig fungiert das Regionskontor & Infocenter in Padborg (Pattburg).

## Name
Der Name Region Sønderjylland-Schleswig weist auf die historischen Wurzeln hin, die die grenzüberschreitende Zusammenarbeit hat. Sowohl „Schleswig“ als auch „Sønderjylland“ sind Begriffe, die das alte Herzogtum Schleswig bezeichnen, das nach der Grenzziehung 1920 zwischen Dänemark und Deutschland geteilt wurde. Der südöstliche Teil Schleswigs bzw. Sønderjyllands, der heute Teil des Kreises Rendsburg-Eckernförde ist, ist nicht in die Zusammenarbeit eingebunden.

## Mitglieder
| Wappen | Mitglied                       | Einwohner (Stand 2025) (31. Dez. 2014) | Fläche       | Verwaltungssitz             |
| ------ | ------------------------------ | -------------------------------------- | ------------ | --------------------------- |
|        | Region Syddanmark              |                                        |              |                             |
|        | Aabenraa Kommune               |                                        | 940,7 km²    | Aabenraa (dt. Apenrade)     |
|        | Haderslev Kommune              |                                        | 818,7 km²    | Haderslev (dt. Hadersleben) |
|        | Sønderborg Kommune             |                                        | 496,5 km²    | Sønderborg (dt. Sonderburg) |
|        | Tønder Kommune                 |                                        | 1282 km²     | Tønder (dt. Tondern)        |
|        | Kreis Schleswig-Flensburg      | 195.593                                | 2.071,35 km² | Schleswig (dän. Slesvig)    |
|        | Kreis Nordfriesland            | 162.203                                | 2.048,61 km² | Husum                       |
|        | Stadt Flensburg                | 84.694                                 | 56,74 km²    | Flensburg (dän. Flensborg)  |
|        | Region Sønderjylland-Schleswig | 709.662                                | 7.714 km²    | Padborg (dt. Pattburg)      |

## Gesetze und Verordnungen
Die Mitglieder der Region Sønderjylland-Schleswig unterliegen weiterhin ihrer nationalen Gesetzgebung. Grundlage der Zusammenarbeit ist der Vereinbarungstext zur deutsch-dänischen Zusammenarbeit in der Region Sønderjylland-Schleswig vom 16. September 1997 in der aktuellen Fassung aus dem Jahr 2017. Außerdem stützt sich die Zusammenarbeit auf die Europäische Charta der Grenzregionen und grenzübergreifenden Regionen, die 2004 von der Arbeitsgemeinschaft Europäischer Grenzregionen beschlossen wurde. Die Zusammenarbeit basiert auf dem Prinzip der Gleichberechtigung und des Respektes für die Kultur der jeweils anderen Seite sowie darauf, dass Beschlüsse gemeinsam und im Konsens getroffen werden.

## Ziele
Das übergeordnete Ziel der grenzüberschreitenden Zusammenarbeit ist es, die Wachstumsbedingungen der Region zu verbessern und den kulturellen Zusammenhang zu stärken.
Dazu sollen der Kontakt und der Austausch zwischen den Bevölkerungen intensiviert werden und auf längere Sicht zu mehr gegenseitigem Verständnis und einer verbesserten Kenntnis voneinander führen. Zu diesem Zweck fördert die Region Sønderjylland-Schleswig Kultur-Sprach- und Sportprojekte, wie beispielsweise durch das INTERREG-Projekt KursKultur 2.0. Förderung von Begegnung und kulturellem Austausch, Schulkooperationen und Sprachprojekte haben eine hohe Priorität.
Seit 2013 ist auch die Kulturvereinbarung Sønderjylland-Schleswig (www.kulturfokus.de) an die Region Sønderjylland-Schleswig angegliedert.
Ein großer Fokus der Arbeit der Region liegt auf der Wirtschaft und dem grenzüberschreitenden Arbeitsmarkt. Seit 2004 berät das Infocenter, das Teil des Regionskontors ist, Grenzpendler. Das Center begann als Interreg-Projekt, wurde aber zu einem so großen Erfolg, dass es 2007 fest eingerichtet wurde. Das Infocenter berät sowohl Privatpersonen als auch Unternehmen und Institutionen. Zu den Zielen des Infocenters gehört es, Wissen, Erfahrung und Kompetenz zu sammeln und weiterzugeben.
Darüber hinaus vertritt die Region Sønderjylland-Schleswig generell die Interessen der Grenzregion auch auf europäischer Ebene. Beispielsweise hat die Region Sønderjylland-Schleswig auf die Notwendigkeit der gegenseitigen Anerkennung von Berufsausbildung hingewiesen. Praktische Maßnahmen, wie die Entwicklung einer deutsch-dänischen Parkscheibe oder Taschenwörterbücher, dienen ebenso der Absicht den grenzüberschreitenden Arbeitsmarkt zu unterstützen und zu fördern.

## Organisation
Die Organisation besteht aus dem Vorstand, der Verwaltungsgruppe, dem Kulturausschuss Sønderjylland-Schleswig sowie dem Arbeitsmarktausschuss und dem Ausschuss für grenzregionale Entwicklung. Hinzu kommen verschiedene Fach-, Arbeits- und Netzwerkgruppen. Verwaltet wird die Region Sønderjylland-Schleswig im Regionskontor & Infocenter in Padborg.
Das oberste Beschlussorgan ist der Vorstand, welcher sich aus politischen Entscheidungsträgern und Vertretern der Grenzkommunen der Region Sønderjylland-Schleswig zusammensetzt. Alle zwei Jahre wird ein neuer Vorsitz und ein stellvertretender Vorsitz gewählt – im Turnus abwechselnd von der deutschen und der dänischen Seite. Zu den Aufgaben des Vorstandes gehört es, Beschlüsse zur Arbeit der Region zu treffen und konkrete Ziele der Region im Bereich Kultur, politischer und administrativer Dialog und Arbeitsmarkt festzulegen.
Die Verwaltungsgruppe ist dafür zuständig, die Sitzungen des Vorstandes vorzubereiten, Vorlagen auszuarbeiten und Erfahrungsaustausch zwischen den Partnern zu sichern.
Die Fachgruppen befassen sich mit verschiedenen Fachgebieten, die für die deutsch-dänische Zusammenarbeit in der Grenzregion von Interesse sind. Derzeit bestehen Fachgruppen für die Bereiche Kultur (Kulturfachgruppe), Jugend und Schule (Kontaktfachgruppe), Fachgruppe Sprache und interkulturelle Verständigung sowie Sport (SpoReg).
Neben den Fachgruppen gibt es zu spezifischen Bereichen Arbeitsgruppen, die vom Regionskontor & Infocenter betreut werden. Der Zweck der Arbeitsgruppen besteht im Erfahrungsaustausch, dem Aufbau und der Pflege von Netzwerken, der Planung konkreter Initiativen und der generellen Unterstützung der grenzüberschreitenden Zusammenarbeit in der Region Sønderjylland-Schleswig. Zu den Arbeitsgruppen gehören beispielsweise das Deutsch-Dänische Bibliotheksforum und die Arbeitsgruppe Krankengeld.
Das Regionskontor & Infocenter ist auch mit unterschiedlichen Netzwerkgruppen verbunden, die sich verschiedener Themen der grenzüberschreitenden Zusammenarbeit widmen. Ein Vertreter des Regionskontor & Infocenter nimmt an den Sitzungen teil und unterstützt die anderen Teilnehmer.
Im Regionskontor in Padborg laufen die Fäden zusammen: Es stellt das gemeinsame Sekretariat für alle Gremien der Region Sønderjylland-Schleswig dar. Das Sekretariat ist weiterhin verantwortlich für die laufende Verwaltung der Organisation und die Durchführung von Projekten in den Bereichen Kultur, Jugend, Schule und Sport. Außerdem wird im Infocenter seit 2004 die Grenzpendlerberatung durchgeführt. Die Mitarbeiter des Infocenters erteilen persönliche Beratungen, halten Vorträge zusammen mit den dänischen und deutschen Jobcentren und Arbeitsagenturen und bilden Mitarbeiter in den Kommunen weiter, die mit Grenzpendlern zu tun haben. Sie arbeiten eng mit Netzwerken, wie z. B. Gewerkschaften, Arbeitslosenversicherungen, Behörden und Vereinen zusammen.
Seit 2020 hat das Regionskontor & Infocenter auch eine Zuständigkeit für die Beratung in der Fehmarnbelt-Region.

## Finanzen
Die Ausgaben der Organisation werden – nach Abzug von Zuschüssen von anderer Seite – zu je 50 % von deutscher und dänischer Seite getragen. Alle Partner haben einen vollständigen Zugang zu allen Informationen bezüglich der Finanzen der Organisation. Die Haushaltssumme der Region Sønderjylland-Schleswig für das Jahr 2020 beträgt rund 735.000 Euro.